# Agrupación Courbet
La Agrupación Courbet (en catalán Agrupació Courbet) fue un movimiento artístico fundado en Barcelona en 1918 y disuelto en 1919, con el objetivo de renovar el novecentismo. Los miembros del grupo reivindicaron como maestro el pintor realista francés Gustave Courbet, del que pretendían asumir su actitud revolucionaria. La Agrupación fue impulsada por Josep Llorens i Artigas y Josep Francesc Ràfols, y fueron miembros destacados Joan Miró, Josep de Togores, Josep Obiols, Olga Sacharoff, Rafael Sala y Joaquín Torres García. 
La agrupación no implicaba un estilo pictórico homogéneo, sino la voluntad de renovación del panorama artístico catalán, en el sentido de una renovación plástica profunda del noucentisme. Su primera exposición se celebró entre el 10 de mayo y el 30 de junio de 1918 y tuvo lugar en el Cercle Artístic de Sant Lluc, con motivo de la Exposición Municipal de Primavera.
El grupo duró poco tiempo activo y fue a disolverse a finales de 1919, momento en el que muchos de sus integrantes se adhieren a un nuevo movimiento, Les Arts i els Artistes. Otros miembros marcharon a París.